# Arab News
Arab News er en engelsksproget avis fra Saudi Arabien, som udkommer dagligt i Jeddah, Riyadh og Damman.
Avisen, som blev stiftet i 1975, var den første engelsksprogede avis i Saudi Arabien, der udkom dagligt.
Stifterne var Hisham Hafiz og Mohammed Ali Hafiz. 
Avisen er en af 29 publikationer , som udgives af Hisham Hafiz's Saudi Research & Publishing Company (SRPC), et datterselskab til Saudi Research & Marketing Group (SRMG).

## Ekstern henvisning og kilde
- Arab News hjemmeside (engelsk)

1. ↑  Navnet er anført på engelsk og stammer fra Wikidata hvor navnet endnu ikke findes på dansk.
2. ↑  Navnet er anført på engelsk og stammer fra Wikidata hvor navnet endnu ikke findes på dansk.